# Superliga Española de Hockey Hielo 1982/1983
Sezóna 1982/1983 byla 11. sezonou Španělské ligy ledního hokeje. Vítězem se stal Vizcaya Bilbao HC. Sestoupil klub CH Boadilla.

## První fáze
| Poř | Tým                | Z  | V | R | P  | Skóre  | +/-  | B  |
| --- | ------------------ | -- | - | - | -- | ------ | ---- | -- |
| 1   | CH Jaca            | 10 | 9 | 0 | 1  | 96:50  | +46  | 18 |
| 2   | Vizcaya Bilbao HC  | 10 | 8 | 1 | 1  | 130:32 | +98  | 17 |
| 3   | Club Gel Puigcerdà | 10 | 6 | 0 | 4  | 84:54  | +30  | 12 |
| 4   | CHH Txuri-Urdin    | 10 | 4 | 1 | 5  | 89:57  | +32  | 9  |
| 5   | CH Gel Barcelona   | 10 | 2 | 0 | 8  | 51:117 | -66  | 4  |
| 6   | CH Boadilla        | 10 | 0 | 0 | 10 | 29:169 | -140 | 0  |

## Konečná fáze
| Poř | Tým                | Z  | V  | R | P  | Skóre   | +/-  | B  |
| --- | ------------------ | -- | -- | - | -- | ------- | ---- | -- |
| 1   | Vizcaya Bilbao HC  | 16 | 13 | 1 | 2  | 183:52  | +131 | 27 |
| 2   | CH Jaca            | 16 | 13 | 1 | 2  | 165:88  | +77  | 25 |
| 3   | Club Gel Puigcerdà | 16 | 7  | 1 | 8  | 112:97  | +15  | 15 |
| 4   | CHH Txuri-Urdin    | 16 | 5  | 1 | 10 | 112:117 | -5   | 11 |